# Квінт Сервілій Фіденат (військовий трибун з консульською владою 382 року до н. е.)
Квінт Серві́лій Фідена́т (лат. Quintus Servilius Fidenas; IV століття до н. е.) — політичний, державний і військовий діяч Римської республіки, військовий трибун з консульською владою (консулярний трибун) 382, 378 і 369 років до н. е.

## Біографія
Походив з патриціанського роду Сервіліїв. Про молоді роки його, батьків відомості не збереглися.

### Перша трибунська каденція
386 року до н. е. його було обрано перший раз військовим трибуном з консульською владою разом з Сервієм Корнелієм Малугіненом, Марком Фурієм Каміллом, Луцієм Горацієм Пульвіллом, Луцієм Квінкцієм Цинціннатом Капітоліном і Публієм Валерієм Потітом Публіколою.
Того року ведення бойових дій було доручено Марку Фурію Каміллу, а Квінт Сервілій разом з іншими трибунами взяв участь в організації армії, яка мала бути розташована в сільській місцевості для захисту міста від етрусків.

### Друга трибунська каденція
378 року до н. е. його було обрано вдруге військовим трибуном з консульською владою разом з Спурієм Фурієм Медулліном, Ліцінієм Мененієм Ланатом, Марком Горацієм Пульвіллом, Публієм Клелієм Сікулом і Луцієм Геганієм Мацеріном. Того часу, як в Римі патриції і плебеї дискутували щодо питання про римських громадян, яких віддавали в рабство через борги, вольски почали громити сільську місцевість навколо міста. Сенат одразу ж організував військову кампанію, і армія була розділена на дві частини. Спурій Фурій і Марк Горацій вторглися до території вольськів уздовж узбережжя, в той час як Квінт Сервілій і Луцій Геганій керували армією, яка була розташована навколо Риму. Оскільки вольски відмовилися від явних бойових дій, римляни вдалися до розграбування сільської місцевості супротивника. За цю каденцію були відновлені та реформовані правила царя Сервія Туллія стосовно різних коміцій. Цього ж року було встановлено дипломатичні відносини з Діонісієм I, тираном Сиракуз.

### Третя трибунська каденція
369 року до н. е. його було обрано втретє військовим трибуном з консульською владою разом з Авлом Корнелієм Коссом, Квінтом Квінкцієм Цинціннатом, Гаєм Ветурієм Крассом Цікуріном, Марком Фабієм Амбустом і Марком Корнелієм Малугіненом. Спроба захопити римським військом під час цієї каденції місто Венестрі була невдалою. Того року трибуни сприяли замиренню патриціїв та плебеїв. Зрештою було підтримано закон Секстія—Ліцинія стосовно дозволу плебеям займати консульську посаду.
Про подальшу долю Квінта Сервілія відомостей немає.